# (1256) Normannia
(1256) Normannia es el asteroide número 1256 perteneciente al cinturón exterior de asteroides. Fue descubierto por el astrónomo Karl Wilhelm Reinmuth  desde el observatorio de Heidelberg, el 8 de agosto de 1932. Su designación alternativa es 1932 PD. Está posiblemente nombrado por Normandía, una región del norte de Francia.

## Características orbitales
Normannia forma parte del grupo asteroidal de Hilda.